# Opsies
Opsies is een kevergeslacht uit de familie van de boktorren (Cerambycidae). De wetenschappelijke naam van het geslacht werd voor het eerst geldig gepubliceerd in 1864 door Pascoe.

## Soorten
Opsies is monotypisch en omvat slechts de volgende soort:
- Opsies capra Pascoe, 1864